# Sampang (Karangkobar)
Pour les articles homonymes, voir Sampang.
Sampang est un village indonésien du kecamatan (canton) de Karangkobar, kabupaten (département) de Banjarnegara, province de Java central.